# Czesława (singel)
Czesława – singel polskiej piosenkarki Sanah oraz wokalistki Natalii Grosiak z albumu studyjnego Uczta. Singel został wydany 21 marca 2022 roku. Tekst utworu został napisany przez Zuzannę Irenę Grabowską i Natalię Grosiak.
Nagranie otrzymało w Polsce status platynowej płyty w 2023 roku.
Singel zdobył ponad 7 milionów wyświetleń w serwisie YouTube (2023) oraz ponad 7 milionów odsłuchań w serwisie Spotify (2023).

## Nagrywanie
Utwór został wyprodukowany przez Jakuba Dąbrowskiego. Za mix/mastering utworu odpowiada Arkadiusz. Tekst do utworu został napisany przez Zuzannę Irenę Grabowską i Natalię Grosiak.

## Twórcy
- Sanah, Natalia Grosiak – słowa[1][2]
- Zuzanna Irena Grabowska, Natalia Grosiak – tekst[1]
- Jakub Dąbrowski – produkcja[1]
- Arkadiusz – mix/mastering[1][2]

## Certyfikaty
| Kraj          | Certyfikat      |
| ------------- | --------------- |
| Polska (ZPAV) | platynowa płyta |